# Opérateur unitaire
En analyse fonctionnelle, un opérateur unitaire est un opérateur linéaire U d'un espace de Hilbert tel que
où U* est l'adjoint de U, et I l'opérateur identité. Cette propriété est équivalente à :
1. U est une application d'image dense et
2. U préserve le produit scalaire ⟨ , ⟩. Autrement dit, pour tous vecteurs x et y de l'espace de Hilbert, ⟨Ux, Uy⟩ = ⟨x, y⟩ (ce qui entraîne que U est linéaire).

D'après l'identité de polarisation, on peut remplacer « U préserve le produit scalaire » par « U préserve la norme » donc par « U est une isométrie qui fixe 0 ».
Le fait que U soit une isométrie assure qu'il est injectif et que son image est complète donc fermée donc (par densité) que U est surjectif.
La bijection réciproque U−1 = U* est également un opérateur unitaire.
Par conséquent, les opérateurs unitaires apparaissent comme des isomorphismes de l'espace de Hilbert, c’est-à-dire qu'ils en préservent la structure algébrique et métrique.

## Exemples
- La fonction identité est, de manière triviale, un opérateur unitaire.
- Dans l'espace vectoriel C des nombres complexes, la multiplication par un nombre complexe de module 1 (c.a.d. un nombre de la forme eiθ pour θ ∈ R) est un opérateur unitaire. La valeur de  θ modulo 2π n'affecte pas le résultat de la multiplication, et par conséquent les opérateurs unitaires de C sont paramétrés par un cercle.  Le groupe correspondant, dont l'ensemble est le cercle unité, est noté U(1).
- Plus généralement, les matrices unitaires sont très exactement les opérateurs unitaires pour les espaces de Hilbert de dimension finie ; par conséquent la notion d'opérateur unitaire est une généralisation de la notion de matrice unitaire. Les matrices orthogonales sont un cas particulier des matrices unitaires, pour lesquelles tous les coefficients sont réels. Ce sont les opérateurs unitaires de Rn.
- L'opérateur de Fourier (c'est-à-dire l'opérateur qui effectue une transformation de Fourier) est un opérateur unitaire (avec une normalisation adéquate). C'est une conséquence du théorème de Parseval.

## Propriétés
Le spectre d'un opérateur unitaire est inclus dans le cercle unité. Autrement dit, pour tout nombre complexe λ du spectre, |λ| = 1. C'est une conséquence du théorème spectral pour les opérateurs normaux.